# Mario Sanzullo
Mario Sanzullo (Massa di Somma, 5 de junio de 1993) es un deportista italiano que compite en natación, en la modalidad de aguas abiertas. Ganó dos medallas en el Campeonato Mundial de Natación de 2017, plata en los 5 km y bronce en el equipo mixto.

## Palmarés internacional
| Campeonato Mundial | Campeonato Mundial | Campeonato Mundial | Campeonato Mundial |
| Año                | Lugar              | Medalla            | Prueba             |
| ------------------ | ------------------ | ------------------ | ------------------ |
| 2017               | Budapest (Hungría) | Medalla de plata   | 5 km               |
| 2017               | Budapest (Hungría) | Medalla de bronce  | Equipo mixto       |